# Щёкино (Торжокский район)
Щёкино — деревня Торжокском районе Тверской области России. Входит в состав Марьинского сельского поселения.

## География
Деревня находится в центральной части региона, в зоне хвойно-широколиственных лесов, в пределах восточной оконечности Валдайской возвышенности, на речке Роська, в 20 км (по прямой) к востоку от Торжка и в 9 км от села Марьино.

### Климат
Климат характеризуется как умеренно континентальный, влажный, с морозной зимой и умеренно тёплым летом. Среднегодовая температура воздуха — 3,9 °C. Средняя температура воздуха самого холодного месяца (января) — −10,2 °C; самого тёплого месяца (июля) — 16,9 °C. Вегетационный период длится около 169 дней. Годовое количество атмосферных осадков составляет около 575—600 мм, из которых большая часть выпадает в тёплый период. Снежный покров держится в течение 135 −140 дней. Среднегодовая скорость ветра варьирует в пределах от 3,1 до 4,1 м/с.

## История
Во второй половине XIX — начале XX века деревня Щекино относилась к Сергиевскому приходу Прудовской волости Новоторжского уезда. В 1884 году — 63 двора, 384 жителя.
В 1940 году деревня в составе Марьинского сельсовета Медновского района Калининской области.

## Население
| 2010 |
| ---- |
| 12   |

## Инфраструктура
Личное подсобное хозяйство.

## Транспорт
Деревня доступна автотранспортом через Симоново с федеральной автотрассы М-11.